# Radu Cârneci
Radu Cârneci (n. 14 februarie 1928, Valea lui Lalu, România – d. 9 decembrie 2017, București, România) a fost un poet reprezentativ al perioadei postbelice și mai apoi postcomuniste a literaturii române. A fost, de asemenea, jurnalist, editorialist și traducător de poezii, autor al unor antologii valoroase.

## Biografie
S-a născut pe 14 februarie 1928 în satul Valea lui Lalu, comuna Pardoși, județul Râmnicu Sărat (astăzi, în județul Buzău). A urmat șapte clase la Mărgăritești (1938-1942) ca premiant, interesul său pentru carte fiind remarcat de inspectorul Ion Ghinioiu, care l-a îndrumat și l-a ajutat să-și facă studiile liceale. În anii 1942-1948 a fost elev la Liceul „Regele Ferdinand” din Râmnicu Sărat (devenit „ Alexandru Vlahuță”), coleg cu istoricul literar Al. Săndulescu, poetul-regizor Titel Constantinescu și autorul de proză științifico-fantastică Mihnea Moisescu. În anul 1948 a fost admis la Facultatea de Litere și Filosofie a Universității din București, la care însă a renunțat pentru Politehnică. A absolvit Facultatea de Silvicultură din Brașov în 1954 și Academia de Studii Psihologice și Sociale din București.
A fost fondatorul revistei de cultură Ateneu, pe care a condus-o până în 1972; grupul în jurul acestei reviste de anvergură națională, format din Radu Cârneci, George Bălăiță, Sergiu Adam, Mihail Sabin, Constantin Călin, Viorel Savin, a constituit nucleul activității și activismului cultural în anii '60-'70 în Bacău. Tot în 1972 a devenit secretar al Uniunii Scriitorilor (1972-1976).  Din 1976 și până în 1990 a răspuns de secția de literatură și artă a revistei Contemporanul (1976-1990).  În 1990, a reînființat la București, revista Neamul Românesc, publicație a Ligii Culturale pentru Unitatea Românilor de pretutindeni.  A înființat și a condus Editura Orion din 1991 până în 2008. A fost director executiv al Fundației Naționale Izvoare pentru Protecția Naturii și Artelor în România.

### Familie de artiști
Cele două fiice ale sale, Carmen Maria Cârneci și Magda Cârneci sunt cunoscute în peisajul artistic românesc.

## Distincții
A fost distins cu Ordinul Meritul Cultural clasa a III-a (1971) „pentru merite deosebite în opera de construire a socialismului, cu prilejul aniversării a 50 de ani de la constituirea Partidului Comunist Român”.

## Opera

### 1950 – 1968
- Noi și soarele, București, E.P.L., 1963;
- Orga și iarba, București, E.P.L., 1966;

### 1968 – 1975
- Umbra femeii, București, Editura Tineretului, 1968;
- Iarba verde, acasă, București, E.P.L., 1968;
- Centaur îndragostit, București, E.P.L., 1969;
- Grădina în formă de vis, București, Editura Cartea Româneasca, 1970;
- Cântând într-un arbore, Iași, Editura Junimea, 1971;
- Oracol deschis, București, Editura Eminescu, 1971;
- Banchetul, Cluj, Editura Dacia, 1973;
- Cântarea cântărilor, București, Editura Cartea Româneasca, 1973;
- Heraldica iubirii, București, Editura Eminescu, 1975;

### 1975 – 1988
- Nobila stirpe, București, Editura Cartea Româneasca, 1976;
- Temerile lui Orfeu, București, Editura Cartea Româneasca, 1978;
- Un spațiu de dor, București, Editura Albatros, 1980;
- Timpul judecător, București, Editura Eminescu, 1982;
- Sonete, București, Editura Cartea Româneasca, 1983;
- Pasărea de cenușă, București, Editura Cartea Româneasca, 1986;
- Clipa eternă, ediție selectivă, în colecția Poeți români contemporani - București, Editura Eminescu, 1988.[6]

### Antologii literare, traduceri
- Sonete - Shakespeare - Voiculescu - 1996;
- Arborele neuitării (cuprinzând poeți de limbă rămânădin Israel) - 1997;
- Miorița - în șapte limbi (română, franceză, spaniolă, italiană, engleză, germană, rusă), ediție ilustrată de Dragoș Morărescu - 1997;
- Poezia de dragoste a lumii, 1997;
- Poezia Pădurii române (patru volume: I. poezia populară de inspirație silvestră; II. clasicii; III. modernii; IV. contemporanii) - 2001;
- Cinegetica (trei volume, texte din literatura română și universală) - 2003;
- Cântarea Cântărilor - antologie (cuprinzând 16 variante în limba română, de la cea cuprinsă în Biblia lui Șerban - 1688 și până în prezent) - 2009;
- Antologia Sonetului Românesc (trei volume) - 2009;
- Profetul * Grădina Profetului, Kahlil Gibran, 2013;
- Pieta - Eine Auswahl rumänischer Lyrik, Dionysos, Boppard, 2018, în traducerea și selectarea lui Christian W. Schenk, ISBN 9781977075666;
- Amintiri din Paradis (interviuri) - 2015.[4]